# Victor Billiard
Pour les articles homonymes, voir Ladvocat et Billiard (homonymie).
Victor Marie Louis Billiard, né à Caen le 12 mai 1864 et mort à Bordeaux le 13 décembre 1952, est un peintre français.

## Biographie
Élève d'Alexandre Cabanel et de Fernand Cormon, il expose au Salon des artistes français de 1887 la toile Le Drapeau des chasseurs à pied pour la salle d'honneur des officiers du 20e bataillon puis, en 1889 un Portrait de jeune femme et l'année suivante un Portrait de Mlle M. B. ainsi que, pour la mairie du Chesnay La mort de Bara. 
Officier de l'Instruction publique, il obtient en 1906 une médaille de bronze de l’École nationale des beaux-arts à l'Exposition de Roubaix.
On lui doit essentiellement des portraits et des paysages ainsi que de nombreuses aquarelles dont une série de vues de Palestine, Égypte, Sénégal et Brésil. 